# Чебинчева афера
Чебинчева афера је био судски процес са краја 1894. против вођа Народне радикалне странке Ранка Тајсића, Аце Станојевића, Алексе Жујовића и Косте Таушановића, оптужених да припремају наводну заверу против краља Александра Обреновића и да на престо Србије желе да доведу династију Карађорђевић. Афера је добила име по првооптуженом Мијаилу Чебинцу, краљевачком трговцу и каменоресцу, који је одржавао везе са кнезом Петром Карађорђевићем и који је на суду признао своју кривицу и оптужио радикале да припремају насилну смену династије. Остали окривљени нису признавали кривицу и оптуживали су Чебинца да је он провокатор.
Чебинац је 5. маја 1894. године био ухапшен на београдској железничкој станици, намеравајући да путује за Беч. Приликом претреса пронађено је његово писмо за Петра Карађорђевића и дневник који је садржао једине доказе наводне завере. Убрзо су били ухапшени и Сима Ђаковић, Ранко Тајсић, Алекса Жујовић, а потом и Коста Динић, Аца Станојевић, Ђорђе Новаковић. Коста Таушановић и Јаков Ненадовић нису били у земљи, али је и против њих била подигнута оптужница.
Седмомесечна истрага је резултирала суђењем, које је почело 28. новембра 1894. године. Оптужени су били осуђени за велеиздају, односно да су планирали да подигну устанак којим би збацили династију Обреновић и на престо довели Петра Карађорђевића. Чебинац је добио две године затвора. Мијаило Чебинац је у почетку радио на формирању заједничке одбране са осталим осумњиченима, али је касније прихватио улогу сарадника полиције. Како је био под великим притиском полиције од почетка овог процеса, могуће је да је управо због тога прихватио да сарађује са њом. Сви оптужени су јасно изразили став да је Чебинац био полицијски агент. Током боравка у затвору други оптуженци су често грдили Чебинца, који је због тога једном приликом перорезом напао Ђаковића.
Ухапшене радикалске вође су осуђене на казну од једну до три године тамнице, али су после шест месеци амнестирани од нове напредњачке владе Стојана Новаковића, јер је јавно мишљење веровало да је цео процес био монтиран. На то да је читава афера била резултат Николајевићевог и Чебинчевог плана сумњао је и Аца Станојевић. На исти закључак наводи и то што је већ на дан Чебинчевог хапшења, 5. маја 1894. године обављен велики број претреса станова и хапшења чланова Радикалне странке широм Србије. Намера Николајевића да овом завером натера радикале да се примире је била успешна. Никола Пашић се по повратку из Русије склонио ван земље. Највероватније је Чебинца на овакав поступак, поред пријатељства са Николајевићем, навело и то што је био незадовољан радикалима.